# Stupida allegria
Stupida allegria – singel Emmy Marrone, wydany 6 grudnia 2019 i promujący album Fortuna. 
Utwór napisali i skomponowali Dario Faini, Federico Bertollini oraz Giovanni De Cataldo. Singel był notowany na 42. miejscu na włoskiej liście sprzedaży. 
Do utworu powstał teledysk, który wyreżyserował Attilio Cusani. Gościnny udział w powstawaniu utworu wziął Izi.

## Lista utworów
- Digital download[4]

1. „Stupida allegria” – 3:15

## Notowania

### Pozycja na liście sprzedaży
| Kraj   | Notowanie (2020) | Najwyższa pozycja |
| ------ | ---------------- | ----------------- |
| Włochy | FIMI             | 42                |